# Dejan Dragaš
Dejan Dragaš (serb. Дејан, zm. ok. 1366)  – serbski magnat, Sebastokrator i despota, jedna z ważniejszych postaci z czasów Stefana Duszana.

## Życiorys
W 1346 otrzymał tytuł sebastokratora z rąk cesarza Stefana Duszana. W sierpniu 1355 otrzymał tytuł despoty. Panował nad wszystkimi wschodniej Macedonii. Data jego śmieci nie jest ustalona. Jego żoną była Teodora, córka Maria Paleologiny i Stefana Urosza III Deczańskiego, przyrodnia siostra Stefana Duszana. Jego synami byli: Jovan Dragaš i Konstantin Dragaš, władcy państwa na południu Bułgarii i wschodniej Macedonii, ze stolicą w Kjustendile (Велбъжд).